# Betanina
La betanina, betacianina, rojo remolacha o colorante E-162 es una sustancia que consiste en el extracto acuoso de la raíz de la remolacha roja, Beta vulgaris. Se extrae generalmente tras la cocción en agua y presenta un color rosado. 
Este extracto es una mezcla muy compleja, de la que aún no se conocen todos los componentes. A veces se deja fermentar el zumo de la remolacha para eliminar el azúcar presente, pero también se utiliza sin más modificación, simplemente desecado. a veces el azúcar afecta el colorante haciéndolo más oscuro

## Utilización
Estos compuestos extraídos de la remolacha son utilizados generalmente en la industria de la alimentación como colorante para ciertos postres, como las gelatinas o el yogur de frutas rojas. En las últimas décadas, ha surgido un interés en la mejora de los procesos de transferencia de masa, como es la extracción sólido-líquido de la betanina de la remolacha roja, con el objetivo de acelerar el proceso de transferencia de masa afectando lo menos posible a las propiedades de la matriz alimentaria. Entre estas nuevas tecnologías se encuentran los pulsos eléctricos de alto voltaje (PEAV). 
Este colorante también se usa para pigmento de pinturas.
la betanina conocido como rojo de la remolacha presenta una gran tolerancia frente a las variaciones del PH (3.5 A 7)

## Propiedades
Aunque este colorante resiste bien las condiciones ácidas, se altera fácilmente con el calentamiento, especialmente en presencia de aire, pasando su color a marrón. El mecanismo de este fenómeno, que es parcialmente reversible, no se conoce con precisión. Se absorbe poco en el tubo digestivo. La mayor parte del colorante absorbido se destruye en el organismo, aunque en un cierto porcentaje de las personas se elimina sin cambios en la orina.

## Legislación
Ante la preocupación del público por el uso de colorantes artificiales, el rojo de remolacha está ganando aceptación, especialmente en productos de repostería, helados y derivados lácteos dirigidos al público infantil. En España se utiliza en bebidas refrescantes, conservas vegetales y mermeladas (300mg/kg), conservas de pescado (200mg/kg), en yogures (hasta 18 mg/kg )y en preparados a base de queso fresco, hasta 250 mg/kg .
No se conocen efectos nocivos de este colorante y la OMS no ha fijado un límite a la dosis diaria admisible. Mejora la actividad del riñón permitiendo así eliminar más grasa del organismo